# Gare de Pervyse
La gare de Pervyse (en néerlandais : Pervijze station) est une gare ferroviaire belge (hors service) de la ligne 74, de Dixmude à Nieuport (hors service), située à Pervyse, section de la commune de Dixmude dans la province de Flandre-Occidentale en région flamande.

## Situation ferroviaire
Établie à 0 mètres d'altitude, la gare de Pervijze était située au point kilométrique (PK) 7,596 de la ligne 74, de Dixmude à Nieuport, entre les gares de Kaaskerke (disparue) et de Ramskapelle (disparue), s'intercalait la halte de Booitshoeke.

## Histoire
La station de Pervyse est mise en service le 11 février 1868, lors de l'ouverture à l'exploitation de la ligne de Dixmude à Nieuport qui a été inaugurée la veille.
La ligne, construite par les Chemins de fer de l'Ouest de la Belgique a été successivement exploitée par la Société générale d'exploitation (jusqu’en 1871), les Bassins houillers du Hainaut (jusqu’en 1878) et les Chemins de fer de la Flandre-Occidentale, jusqu'au rachat par l’État belge en 1908.
En 1888, la gare possède un pont bascule. Un relevé datant de 1896 mentionne qu'elle est ouverte à tous les services de transports.
La gare possédait un grand bâtiment des recettes, dérivé du plan type standard de l'Ouest de la Belgique avec un corps central agrandi. 
Lors de la Première Guerre mondiale la gare est aux avant-postes durant la bataille de l'Yser. Elle est partiellement détruite pendant les bombardements des 26 et 27 octobre 1914. Lors de la stabilisation du front de l'Yser, le bâtiment ruiné est utilisé et aménagé en poste d'observation.
Une nouvelle gare, typique des gares de la reconstruction, fut construite au début des années 1920. C'est une petite gare à un étage de plan rectangulaire comportant trois travées (deux triples et une double côté rue, une triple, une double et deux isolées côté quai), une toiture sous bâtière longitudinale avec un pignon transversal au centre (côté rue) et un petit pignon décentré (côté quai).
Après sa fermeture, la gare a été revendue et sert désormais d'habitation.

### Nom de la gare
Elle est nommée Pervyse de sa mise en service en 1868 au 1er février 1938 où elle prend le nom néerlandais de Pervijze.

## Service des voyageurs
Gare fermée et désaffectée située sur un tronçon et une ligne hors service. Les gares en service les plus proches sont celles de Dixmude et de Furnes.